# Sự vô tri đa nguyên
Sự vô tri đa nguyên là một thuật ngữ được sử dụng trong tâm lý học xã hội. Nó mô tả tình huống trong đó đa số trong thâm tâm bác bỏ một chuẩn mực nào đó, nhưng một cách sai lầm lại cho rằng đa số chấp nhận tiêu chuẩn này. Nó cũng được mô tả là "mặc dù không ai tin nhưng mọi người đều nghĩ, ai cũng tin vào đó."
Khái niệm được phổ biến bởi Daniel Katz và Floyd H. Allport vào năm 1931.
Sự vô tri đa nguyên có thể giúp giải thích hiệu ứng bàng quan. Nếu không có ai hành động, người chứng kiến có thể tin rằng những người khác sẽ nghĩ, hành động này là không đúng đắn, và do đó có thể tự kiềm chế không làm.

## Khái niệm
Khi một nhóm người đang ở trong một tình huống mơ hồ, rất khó để đánh giá, và không ai biết phải làm gì, những người có mặt sẽ quan sát những người khác ở chung quanh để có thể tìm ra phương hướng dẫn tới một hành vi có ý nghĩa nhất. Nhóm đó có tác động lên các thành viên riêng lẻ ảnh hưởng xã hội thông tin. Nhưng nếu những người khác cũng đang ở một tình trạng hoan mang, thì sẽ sinh ra sự vô tri đa nguyên. Trong một tình huống khẩn cấp, điều này dẫn tới - cùng với sự khuếch tán trách nhiệm- tình trạng là không ai can thiệp hay giúp đỡ, vì mỗi cá nhân tự điều chỉnh để hòa hợp với hành vi thụ động của đám đông. Điều này có thể đưa tới những hậu quả gây tử vong nếu không ai có thể vượt qua sự vô tri đa nguyên này và làm gương mẫu, để những người khác đứng ngoài cuộc có thể noi theo.
Thuật ngữ này được biết đến thông qua việc sử dụng các mô hình quyết định sự can thiệp của người ngoài cuộc (decision model of bystander intervention) của Bibb Latané và John Darley, để giải thích sự trợ giúp hoặc một thiếu sót hỗ trợ trong các tình huống khẩn cấp bởi số lượng nhân chứng (hiệu ứng bàng quan). Các tình huống khẩn cấp có thể là tình huống hơi mơ hồ hoặc khó khăn để giải thích mà không thể phân loại được. Trong tình huống không rõ ràng như vậy, mọi người cố gắng để có được thông tin về môi trường bằng cách sử dụng các phản ứng của những người xung quanh như một trợ giúp giải thích.

## Trường hợp nổi tiếng
Sự vô tri đa nguyên được đổ lỗi là đã làm tăng thêm sự hỗ trợ cho sự phân biệt chủng tộc ở Hoa Kỳ trong những năm 1960. Nó cũng đã được cho là một lý do cho sự ủng hộ ảo tưởng của người dân mà đã duy trì chế độ cộng sản ở Liên Xô, vì nhiều người phản đối chế độ nhưng giả định rằng những người khác là những người ủng hộ nó. Vì vậy, hầu hết mọi người sợ không dám lên tiếng phản đối.
Trong thời gian cấm rượu ở Mỹ, hầu hết mọi người nghĩ rằng những người khác ủng hộ nó trong khi thực tế hầu hết mọi người đều chống lại nó, bao gồm cả những người đã lên tiếng ủng hộ lúc nó mới được khởi xướng. Điều này dẫn đến -sự buôn lậu rượu trở thành một doanh nghiệp cực kỳ hấp dẫn vì có một thèm muốn cá nhân về rượu mặc dù đã có một phản đối công cộng lớn chống lại nó.